# Epidendrum physodes
Epidendrum physodes är en orkidéart som beskrevs av Heinrich Gustav Reichenbach. Epidendrum physodes ingår i släktet Epidendrum och familjen orkidéer. Inga underarter finns listade i Catalogue of Life.